# Nonteismo
Con nonteismo si identifica un termine che copre una gamma di posizioni, religiose e non religiose, caratterizzate dall'assenza o dal rifiuto del teismo o di qualsiasi credenza relativa a un dio o dei personali. È divenuto un termine generico atto a riassumere posizioni distinte e talvolta persino mutualmente esclusive accomunate da un approccio naturalistico come l'agnosticismo, l'ignosticismo, lo scetticismo e l'ateismo. Il termine nonteismo è in uso in settori dell'apologetica cristiana e della teologia liberale generale. Talvolta utilizzato come sinonimo di "ateismo", può inoltre includere posizioni legate alla credenza in divinità non personali, come il deismo e il panteismo.
Il nonteismo può esprimersi in diversi modi. L'ateismo forte è la credenza – positiva in senso filosofico – secondo cui non esiste un dio. D'altra parte, chiunque non pensi all'esistenza di una divinità può essere definito un ateo debole o, più specificamente, implicitamente ateo. Inoltre, altri qualificati tipi di nonteismo sono spesso noti come agnosticismo: l'agnosticismo forte è il pensiero per cui è impossibile per gli uomini sapere se esiste o meno un dio. Tale tipo di agnosticismo presenta una credenza più precisa rispetto a quella dell'agnosticismo debole, che è la convinzione secondo la quale l'esistenza di una divinità non ci è nota, ma non necessariamente inconoscibile. Il filosofo Anthony Kenny distingue tra agnostici, i quali considerano l'affermazione "Dio esiste" incerta, e i noncognitivisti teologici, che considerano ogni discussione su Dio insignificante. Alcuni agnostici, comunque, non sono nonteisti ma piuttosto teisti agnostici.
Altre opinioni filosofiche connesse all'esistenza della divinità sono l'ignosticismo e lo scetticismo. A causa delle differenti definizioni del termine "dio", una persona potrebbe essere atea nei termini di certe concezioni della divinità, rimanendo tuttavia agnostico secondo altri.

## Origine e definizione
L'Oxford English Dictionary (2007) non presenta una voce relativa al nonteismo o al non-teismo; tuttavia ve ne è una riguardante il "non-teista", definito come «Una persona che non è teista», e un'altra che riporta l'aggettivo "non-teistico".
Un uso iniziale del termine "non-teismo" si fa risalire a George Holyoake nel 1852.

## Religioni nonteistiche
Tradizioni di pensiero nonteistico hanno influenzato: buddismo, cristianesimo, induismo, raeliani, ebraismo laico umanista, unitariani universalisti.